# Савенко, Татьяна Олеговна
Татьяна Олеговна Савенко (род. 4 марта 1987, Кривой Рог, Днепропетровская область) — украинская самбистка, дзюдоистка и сумоистка, чемпионка Украины, Европы и мира по самбо, чемпионка и призёр чемпионатов Украины по дзюдо, призёр первенства Европы по дзюдо среди кадетов, бронзовый призёр чемпионата Украины по сумо, Заслуженный мастер спорта Украины.

## Спортивные результаты

### Чемпионаты Украины
- Чемпионат Украины по дзюдо 2005 года — ;
- Чемпионат Украины по дзюдо 2009 года — ;
- Чемпионат Украины по дзюдо 2010 года — ;
- Чемпионат Украины по дзюдо 2011 года — ;
- Чемпионат Украины по дзюдо 2012 года — ;
- Чемпионат Украины по дзюдо 2015 года — ;

### Этапы Кубка мира
- Баку, 2008 год — ;
- Ташкент, 2010 год — ;
- Ташкент, 2011 год — ;
- Таллин, 2012 год — ;